# تپه میرزا بلاغی بزرگ
تپه میرزا بلاغی بزرگ مربوط به هزاره ۴ و ۳ قبل از میلاد است و در شهرستان خدابنده، بخش سجاسرود، روستای خان احمدحصاری واقع شده و این اثر در تاریخ ۷ مهر ۱۳۸۱ با شمارهٔ ثبت ۶۲۵۴ به‌عنوان یکی از آثار ملی ایران به ثبت رسیده است.